# Xenufens forsythi
Xenufens forsythi är en stekelart som först beskrevs av Yoshimoto 1976.  Xenufens forsythi ingår i släktet Xenufens och familjen hårstrimsteklar. Inga underarter finns listade i Catalogue of Life.